# Oedothorax pallidus
Oedothorax pallidus är en spindelart som först beskrevs av Friedrich Wilhelm Bösenberg 1902.  Oedothorax pallidus ingår i släktet Oedothorax och familjen täckvävarspindlar. Inga underarter finns listade i Catalogue of Life.